# 14593 Everett
14593 Everett este un asteroid din centura principală de asteroizi.

## Descriere
14593 Everett este un asteroid din centura principală de asteroizi. A fost descoperit pe 22 septembrie 1998 la Stația Anderson Mesa în cadrul programului LONEOS. Asteroidul prezintă o orbită caracterizată de o semiaxă mare de 2,30 ua, o excentricitate de 0,14 și o înclinație de 5,5° în raport cu ecliptica.